# 석현성
석현성(石峴城)은 삼국 시대의 성으로, 위치는 알려져 있지 않다.
원래는 백제의 성으로, 392년 고구려 광개토왕이 남쪽으로 진격하여 함락시켰다. 이후 백제의 진무가 석현성 등 다섯 성을 되찾기 위해 관미성으로 출전했으나 실패했다는 기록이 있다.
675년 나당 전쟁 중에 당나라 군이 신라의 칠중성, 적목성과 석현성을 함락시켰다는 기록이 있다.

## 위치
삼국사기(1145)에서는 석현성을 위치를 알 수 없는 곳으로 분류했다. 대동지지(19세기)에는 석현성이 곡산으로 표기되어 있다.
이케우치 히로시는 임진강과 한강 사이에 있다고 추정했다. 임진강과 한강 사이의 지명 중에서는 양주시 장흥면 석현리라는 이름이 남아있다.
한편 석현성이 개풍군 북면 청석동의 청석령에 있는 것으로 보는 견해도 있다.